# Forza Musica
Forza Musica è un EP dei Mariposa pubblicato nel 2004.

## Tracce
1. Forza Musica – 5:07
2. Rimpianti a Gas – 4:02
3. Conferenza #5 – 0:37
4. Le Tue – 2:00